# Mallosoma scutellare
Mallosoma scutellare là một loài bọ cánh cứng trong họ Cerambycidae.